# Förster (Familienname)
Förster oder Foerster ist ein deutscher Familienname.

## Herkunft und Bedeutung
Der Name leitet sich vom Beruf bzw. Amt des Försters ab.

## Varianten
- Forster

## Namensträger

### A
- A. Erasmus Förster, siehe Erasmus Förster
- Achim Förster (* 1979), deutscher Rechtswissenschaftler
- Agnes Förster (* 1976), deutsche Architektin und Stadtplanerin
- Alban Förster (1849–1916), deutscher Komponist
- Albert Förster (Steinmetz) (1832–1908), österreichisch-schlesischer Steinmetz
- Albert Förster (Widerstandskämpfer) (1888–1958), deutscher Arbeiterführer und Widerstandskämpfer
- Alfons Foerster (1889–1940), deutscher Mediziner, 1921 bis 1940 Chefarzt der Medizinischen Universitätsklinik in Würzburg
- Alfred Förster (Produzent), deutscher Filmproduzent
- Alfred Förster (Historiker) (1928–2015), deutscher Historiker und Hochschullehrer
- Alfred Förster (Politiker) (1937–2018), deutscher Ingenieur und Politiker (SPD)
- André Förster (* 1973), deutscher Verleger
- Andreas Förster (Sänger) (* 1949), deutscher Sänger (Bariton)
- Andreas Förster (Journalist) (* 1958), deutscher Journalist und Publizist
- Andreas Förster (Puppenspieler) (* 1964), deutscher Puppenspieler
- Andreas Förster (Autor, Dozent) (* 1985), deutscher Autor, Dozent, Kommunikationsstratege und Instrumentenmacher
- Anja Förster (* 1966), deutsche Autorin, Rednerin und Unternehmerin
- Anna Foerster (* 1971), deutsche Filmregisseurin und Kamerafrau
- Anna Förster (* 1979), deutsche Informatikerin und Hochschullehrerin
- Anton Foerster (1837–1926), böhmischer Komponist
- Arnold Foerster (Botaniker) (auch Arnold Förster; 1810–1884), deutscher Botaniker und Entomologe
- Arnold Förster (Physiker), deutscher Physiker und Hochschullehrer
- Arthur Fedor Förster (1866–1939), deutscher Maler
- August Förster (Mediziner) (Johann Theodor August Förster; 1822–1865), deutscher Pathologe
- August Förster (Schauspieler) (1828–1889), deutscher Schauspieler und Regisseur
- August Förster (Unternehmer) (1829–1897), deutscher Klavierfabrikant
- August Förster (Heimatforscher) (1837–1915), deutscher Tuchfabrikant und Heimatforscher
- August Wilhelm Förster (1790–1826), deutscher Jurist
- Auguste Förster (1848–1926), deutsche Pädagogin und Frauenrechtlerin
- Augustin Förster (1895–1963), deutscher Rechtsmediziner und Hochschullehrer

### B
- Barbara Buttinger-Förster (* 1959), österreichische Malerin und Bildhauerin
- Benjamin Förster (Fußballspieler) (* 1989), deutscher Fußballspieler
- Benjamin Foerster-Baldenius (* 1968), deutscher Architekt
- Bernd Förster (* 1956), deutscher Fußballspieler
- Bernhard Förster (Bergbeamter) (1840–1904), deutscher Bergbauingenieur und Ministerialbeamter
- Bernhard Förster (1843–1889), deutscher Lehrer und Kulturkritiker
- Berthold Paul Förster (1851–1925), deutscher Landschaftsmaler
- Betty Förster (* 1988), deutsche Theaterschauspielerin, Hörspielsprecherin und Synchronsprecherin
- Birte Förster (* 1973), deutsche Historikerin und Hochschullehrerin
- Bruno Förster (1907–1997), deutscher Posaunenwart

### C
- Charis Förster (* 1970), Theologin, Psychologin und Hochschullehrerin
- Carl Förster (Musiker) (1835–1916), deutscher Klarinettist
- Carl Foerster (1881–1958), deutscher Karambolagespieler
- Carl Adalbert Förster (1853–1925), deutscher Textilfabrikant und Politiker, MdR
- Carl Christian Förster (1618–1695), deutscher Oberamtmann
- Carl Friedrich Förster (1817–1901), deutscher Botaniker und Gärtner
- Charles F. Foerster (1883–1943), amerikanisch-deutscher Kunsthistoriker und Kunstsammler
- Charlotte Helfrich-Förster (* 1957), deutsche Neurobiologin
- Christian Förster (1825–1902), deutscher Maler und Grafiker
- Christian Gottlieb Förster (vor 1737–nach 1774), deutscher Lebensmittelhändler, Gastwirt und Fabrikant
- Christo Foerster (* 1977), deutscher Redner, Motivationstrainer und Autor
- Christoph Förster (Komponist) (1693–1745), deutscher Komponist
- Christoph Förster (Mediziner) (1933–2009), deutscher Mediziner
- Christoph Förster (Schauspieler) (* 1986), deutscher Schauspieler
- Christopher Förster (* 1986), deutscher Politiker (CDU)

### D
- Dominique Gonzalez-Foerster (* 1965), französische Konzeptkünstlerin

### E
- Eckart Förster (Mediziner) (1920–1999), deutscher Psychiater
- Eckart Förster (Philosoph) (* 1952), deutscher Philosoph
- Eduard Förster (1909–1990), deutscher Fußballspieler
- Ekkehard Foerster (1927–2023), deutscher Botaniker
- Elisabeth Förster-Nietzsche (1846–1935), Schwester von Friedrich Nietzsche
- Elsa Oehme-Förster (1899–1987), deutsch-amerikanische Sängerin (Sopran) und Schauspielerin
- Elsbeth Meyer-Förster (1868–1902), deutsche Schriftstellerin
- Emanuel Aloys Förster (1748–1823), deutscher Komponist
- Emil Foerster (Künstler) (1822–1906), deutsch-amerikanischer Porträt- und Stilllebenmaler der Düsseldorfer Schule
- Emil von Förster (1838–1909), österreichischer Architekt
- Emil Förster (Senator) (1866–1940), Oberpostdirektor in Zoppot und Senator in Danzig
- Emmy Förster, Ehename von Emmy Mauthner (1865–1942), österreichische Theater- und Filmschauspielerin
- Erasmus Förster (1913–2005), deutscher Architekt
- Erich Foerster (1865–1945), deutscher Theologe
- Ernst Förster (Maler) (1800–1885), deutscher Maler, Kunsthistoriker und Dichter
- Ernst Förster (Maschinenbauingenieur) (1866–1945), deutscher Maschinenbauingenieur
- Ernst Foerster (Schiffbauingenieur) (1876–1955), deutscher Schiffbauingenieur
- Ernst Förster (Fotograf) (1879–1943), österreichischer Fotograf
- Ernst Foerster (Diplomat) (1881–1945), deutscher Diplomat, Generalkonsul
- Ernst Friedrich Otto Förster (1861–??), deutscher Baumeister und Baubeamter
- Evelin Förster (* 1955), deutsche Sängerin und Autorin

### F
- Felix Förster (Basketballspieler) (* 1984), deutscher Basketballspieler
- Ferdinand Foerster (1834–1881), deutscher Landrat und Politiker
- Frank Förster (Historiker) (1937–2011), deutscher Historiker und Volkskundler
- Frank Förster (Mediziner) (* 1958), deutscher Onkologe
- Franz Förster (Politiker, 1580) (1580–1648), deutscher Politiker, Bürgermeister von Görlitz
- Franz Förster (Verwaltungsjurist) (1819–1878), deutscher Verwaltungsjurist
- Franz Förster (Politiker, 1902) (1902–1985), deutscher Politiker (SPD)
- Franz Förster (Kritiker), deutscher Theaterkritiker
- Franz Cäsar Förster (1864–1915), deutscher Klavierbauer und Unternehmer
- Friedhelm Foerster (* 1930), deutscher Politiker (NDPD)
- Friedrich Förster (Naturforscher) (Friedrich Jakob Christian Förster; 1865–1918), deutscher Lehrer, Naturforscher und Sammler
- Friedrich Foerster (Politiker) (1894–1970), deutscher Politiker (NSDAP), Oberbürgermeister von Ulm
- Friedrich Förster (Widerstandskämpfer) (Martin Friedrich Förster; 1903–??), deutscher Widerstandskämpfer
- Friedrich Förster (Physiker) (1908–1999), deutscher Physiker
- Friedrich Christoph Förster (1791–1868), deutscher Historiker und Dichter
- Friedrich Wilhelm Foerster (Verleger), deutscher Buchhändler und Verleger
- Friedrich Wilhelm Foerster (Unternehmer) (1847–1922), deutscher Unternehmer
- Friedrich Wilhelm Foerster (1869–1966), deutscher Philosoph, Pädagoge und Pazifist
- Fritz Foerster (1866–1931), deutscher Chemiker

### G
- Georg Förster (Verleger) (1615?–1660), deutscher Buchhändler und Verleger
- Georg Förster (1667–1726), deutscher Jurist, siehe Georg von Forstern
- Georg Foerster (Verwaltungsjurist) (1837–1911), deutscher Verwaltungsjurist
- Georg Foerster (Richter) (1844–1916), deutscher Jurist und Richter
- Gerburg Förster (* 1941), deutsche Kunsthistorikerin, Museologin und Publizistin
- Gerhard Förster (Holocaustleugner) (1920–1998), deutsch-schweizerischer Verleger und Holocaustleugner
- Gerhard Förster (Historiker) (1933–1983), deutscher Historiker
- Gerhard Förster (Herausgeber) (* 1955), österreichischer Zeichner, Letterer und Herausgeber
- Götz Förster, deutscher Journalist
- Guido Förster (* 1960), deutscher Wirtschaftswissenschaftler
- Gunda Förster (* 1967), deutsche Künstlerin und Hochschullehrerin
- Günter Förster (Politikwissenschaftler) (* 1934), deutscher Politikwissenschaftler
- Günther von Foerster (1864–1938), deutscher Generalstabsarzt
- Günther Förster (Verwaltungsjurist) (1917–1980), deutscher Verwaltungsjurist
- Günther D. Förster (auch Günter D. Förster; * 1940), deutscher Maler
- Gustav von Förster (1859–1933), deutscher Generalleutnant
- Gustav Förster (Geodät) (1873–1932), deutscher Geodät

### H
- Hans Förster (Schauspieler) (1852–1892), deutscher Schauspieler und Theaterregisseur
- Hans Foerster (Chemiker) (1864–1917), deutscher Chemiker und Dendrologe
- Hans Förster (Grafiker) (1885–1966), deutscher Grafiker, Zeichner und Schriftsteller
- Hans Foerster (Historiker) (1889–1964), deutsch-schweizerischer Historiker
- Hans Foerster (Schwimmer) (* 1965), Schwimmer der Amerikanischen Jungferninseln
- Hansgeorg Förster (1936–2018), deutscher Mineraloge
- Hans Joachim Förster (1916–2012), deutscher Ingenieur und Automobilbauer
- Hans-Joachim Förster (Bildhauer) (1929–2022), deutscher Bildhauer
- Hans-Joachim Förster (* 1955), deutscher Fußballspieler
- Hans-Jürgen Förster, deutscher Jurist und Staatsanwalt
- Hans-Peter Förster (* 1954), deutscher Autor
- Heidrun Förster (* 1951), deutsche Politikerin (SPD), MdL Brandenburg
- Heidrun Bluhm-Förster (* 1958), deutsche Politikerin (Die Linke), MdB
- Heiko Mathias Förster (* 1966), deutscher Dirigent
- Heimo Förster (* 1964), deutscher Basketballtrainer
- Heinrich Foerster (Landrat), preußischer Landrat des Kreises Waldbröl
- Heinrich Förster (Bischof) (1799–1881), deutscher Geistlicher, Fürstbischof von Breslau
- Heinrich von Förster (Architekt) (1832–1889), österreichischer Architekt und Baubeamter
- Heinrich Förster (Schauspieler) (1859–1897), deutscher Schauspieler und Theaterregisseur
- Heinrich Foerster (1902–1964), deutscher Parteifunktionär (NSDAP)
- Heinz Förster (NS-Funktionär) (1911–nach 1942), deutscher Jugendfunktionär
- Heinz von Foerster (1911–2002), österreichischer Physiker
- Heinz Förster (Verwaltungsbeamter) (1924–1985), deutscher Verwaltungsbeamter
- Heinz Förster (Anglist) (1934–2009), deutscher Anglist und Hochschullehrer
- Heinz Förster-Ludwig (1900–1953), deutscher Schauspieler
- Helmut Förster (Heimatforscher) (1922–1993), deutscher Heimatforscher
- Helmut Förster (Maler) (* 1941), deutscher Maler
- Helmuth Förster (1889–1965), deutscher General der Flieger
- Henning Foerster (* 1975), deutscher Politiker (Die Linke)
- Hildegard Förster-Heldmann (* 1958), deutsche Politikerin (Bündnis 90/Die Grünen)
- Horst Förster (Dirigent, 1920) (1920–1986), deutscher Dirigent und Geiger
- Horst Förster (Dirigent, 1933) (* 1933), deutscher Dirigent und Hochschullehrer
- Horst Förster (Geograph) (1940–2022), deutscher Geograph und Hochschullehrer
- Horst Förster (Politiker) (* 1942), deutscher Politiker (AfD), MdL Mecklenburg-Vorpommern
- Horst Förster (General) (* 1943), deutscher Generalmajor
- Horst Förster (Fußballspieler) (* 1947), deutscher Fußballspieler
- Hubertus Förster (1929–2020), deutscher Gold- und Silberschmied sowie bildender Künstler

### I
- Ilse Förster, deutsche Fußballspielerin
- Ingeborg Förster (1920–2007), deutsche Politikerin (CDU), MdBB

### J
- Jens Förster (* 1965), deutscher Psychologe und Hochschullehrer
- Joachim Foerster (* 1989), deutscher Schauspieler
- Johann Förster (1496–1558), deutscher Theologe und Sprachwissenschaftler, siehe Johann Forster (Theologe)
- Johann Förster (Gastronom) (1604–1674), deutscher Weinhändler und Wirt
- Johann Adam Förster (1795–1890), deutscher Verleger und Politiker
- Johann Christian Foerster (Baumeister) (1660/1670–1747), deutscher Baumeister
- Johann Christian Förster (Architekt) (1705–nach 1762), deutscher Architekt, Baubeamter und Offizier
- Johann Christian Foerster (Philosoph) (auch Johann Christian Förster; 1735–1798), deutscher Philosoph, Historiker und Staatswissenschaftler
- Johann Georg Förster (Jurist) (1616–1673), deutscher Jurist
- Johann Georg Förster (1818–1902), deutscher Orgelbauer
- Johann Jakob Förster, deutscher Buchhändler und Verleger
- Johann Theodor Augst Förster (1822–1865), deutscher Pathologe, siehe August Förster (Mediziner)
- Johanna Förster (1922–2011), deutsche Rennrodlerin
- Johannes Förster (Theologe) (1576–1613), deutscher Theologe
- Johannes Förster (Schreiner), deutscher Schreiner
- Johannes Förster (Sportfunktionär) (Johannes Walter Förster; 1931–2017), deutscher Lehrer und Sportfunktionär
- Johannes Förster (Schwimmer) (Jonny; 1934–2011), deutscher Schwimmer
- Jörg Förster (* 1964), deutscher Kameramann
- Josef Foerster (1833–1907), böhmischer Organist und Komponist
- Josef Bohuslav Foerster (1859–1951), tschechischer Komponist
- Jürgen Förster (Sänger) (* 1924), deutscher Sänger (Tenor)
- Jürgen Förster (Historiker) (* 1940), deutscher Historiker
- Jürgen Förster (Politiker) (1951–2018), deutscher Politiker
- Jutta Förster (* 1957), deutsche Juristin und Richterin

### K
- Karl Förster (Politiker) (1609–1676), Görlitzer Bürgermeister und Richter
- Karl Foerster (Ingenieur, 1866) (1866–1957), deutscher Ingenieur und Industriemanager
- Karl Förster (Genealoge) (1873–1931), deutscher Genealoge
- Karl Foerster (1874–1970), deutscher Pflanzenzüchter und Gartenschriftsteller
- Karl Förster (Komponist) (1890–1952), deutscher Komponist
- Karl Förster (Jurist) (1898–nach 1972), deutscher Jurist, Volkswirt und Hochschullehrer
- Karl Förster (Ingenieur, 1926) (* 1926), deutscher Ingenieur, Physiker und Hochschullehrer
- Karl August Förster (1784–1841), deutscher Dichter und Übersetzer
- Karl Christoph Förster (1751–1811), deutscher Pfarrer und Kirchendichter
- Karl Hermann Förster (1853–1912), deutscher Politiker (SPD)
- Karl-Heinz Förster (1938–2017), deutscher Mathematiker und Hochschullehrer
- Karlheinz Förster (* 1958), deutscher Fußballspieler
- Kaspar Förster der Ältere (um 1574–1652), deutscher Kapellmeister und Komponist
- Kaspar Förster der Jüngere (1616–1673), deutscher Sänger, Kapellmeister und Komponist
- Katharina Förster (* 1988), deutsche Freestyle-Skierin
- Kerstin Förster (* 1965), deutsche Ruderin
- Klaus Förster (1933–2009), deutscher Steuerfahnder und Steueranwalt
- Klaus-Jürgen Förster (* 1952), Mathematiker, Informatiker und Hochschullehrer
- Klaus-Tycho Förster (* 1984), Informatiker und Hochschullehrer
- Konrad Förster (1842–1906), deutscher Jurist und Richter
- Kurt Förster (Politiker) (1913–2000), deutscher Politiker (SPD), MdA Berlin
- Kurt Georg Förster (1904–1987), deutscher Ingenieur und Baubeamter
- Kurt-Joachim Förster (* 1952), deutscher Verleger, siehe Foerster Media

### L
- Linda Foerster (* 1984), deutsche Schauspielerin
- Linus Förster (* 1965), deutscher Politiker
- Lothar Foerster (1865–1939), deutscher Verwaltungsjurist
- Lothar Förster (1926–2004), deutscher Schauspieler und Hörspielsprecher
- Ludwig von Förster (1797–1863), österreichischer Architekt des Historismus
- Ludwig Förster (Landrat) (1899–1965), deutscher Landrat
- Lukas Foerster (* 1981), deutscher Filmkritiker und Medienwissenschaftler
- Lutz Förster (* 1953), deutscher Tänzer und Tanzpädagoge

### M
- Mara Feldern-Förster (1866–1951), deutsche Schauspielerin und Sängerin
- Marco Förster (* 1976), deutscher Fußballspieler
- Marianne Foerster (1931–2010), deutsche Landschaftsarchitektin
- Marie Förster (* 1992), deutsche Schauspielerin
- Marie Laura Förster (1817–1856), deutsche Schriftstellerin
- Martin Förster (General), deutscher Generalmajor
- Martin Förster (Ingenieur) (* 1936), deutscher Agraringenieur und Unternehmer
- Martin Förster (Rennrodler) (* 1966), tschechoslowakischer Rennrodler
- Max von Förster (Karl Hermann Waldemar Maximilian von Förster; 1845–1905), deutscher Ingenieuroffizier und Unternehmer
- Max Förster (Bauingenieur) (1867–1930), deutscher Bauingenieur, Hochschullehrer und Politiker (NLP)
- Max Förster (Anglist) (1869–1954), deutscher Anglist
- Maximilian Förster  (1799–1881), deutscher Jurist und Politiker
- Michael Foerster (Mediziner) (* 1943), deutscher Ophthalmologe und Hochschullehrer
- Michael Förster (Moderator) (* 1954), deutscher Moderator, DJ und Model
- Michael Foerster (Schauspieler) (* 1972), deutscher Schauspieler und Produzent

### N
- Nicolaus Förster (1656–1732), deutscher Buchdrucker und Verleger
- Nicole Förster (* 1974/1975), deutsche Schauspielerin
- Nikolaus Förster (* 1968), deutscher Journalist
- Norbert Foerster (* 1960), deutscher Ordensgeistlicher, römisch-katholischer Bischof von Ji-Paraná

### O
- Olaf Förster (* 1962), deutscher Ruderer
- Oswald Förster (1842–1911), deutscher Lehrer und Autor
- Otfrid Foerster (1873–1941), deutscher Neurowissenschaftler
- Otto von Foerster (auch Otto von Förster; 1820–1906), deutscher Generalleutnant
- Otto Foerster, deutscher Architekt und Baumeister
- Otto Förster (Politiker) (1891–1979), deutscher Politiker
- Otto Förster (Maler) (1904–1998), deutscher Maler und Grafiker
- Otto H. Förster (1894–1975), deutscher Kunsthistoriker
- Otto Werner Förster (auch Werner Förster; 1950–2023), deutscher Germanist, Schriftsteller und Verleger
- Otto-Wilhelm Förster (1885–1966), deutscher General

### P
- Paul Förster (1844–1925), deutscher Lehrer und Politiker, MdR
- Paul Foerster (* 1963), US-amerikanischer Segler
- Peter Foerster (Maler) (1887–1948), deutscher Maler und Zeichner
- Peter Förster (Sozialwissenschaftler) (1932–2023), deutscher Sozialwissenschaftler
- Peter Förster (Intendant) (1939–2018), deutscher Schauspielpädagoge, Regisseur und Intendant
- Peter Förster (Fußballfunktionär) (* 1946), deutscher Fußballfunktionär
- Peter Förster (Bobfahrer) (1961–1990), deutscher Bobfahrer
- Philipp Förster (* 1995), deutscher Fußballspieler
- Philipp Ernst Förster (1618–1658), deutscher Hofbeamter
- Philippe Foerster (* 1954), belgischer Comiczeichner

### R
- Reinhard Förster (1935–1987), deutscher Geologe und Paläontologe
- Richard Förster (Mediziner) (1825–1902), deutscher Ophthalmologe
- Richard Foerster (Altphilologe) (1843–1922), deutscher Klassischer Philologe
- Richard Förster (1856–1926), deutscher Kürschner, siehe Richard Förster, Werdau #Richard und Helene Förster
- Richard Foerster (Manager) (1869–1940), deutscher Ingenieur und Industriemanager
- Richard Förster (Bildhauer) (1873–1956), deutscher Bildhauer
- Richard Foerster (Admiral) (1879–1952), deutscher Admiral
- Richard Foerster (Dichter) (* 1949), US-amerikanischer Dichter
- Reinhold Förster (* 1961), deutscher Immunologe, Professor an der Medizinischen Hochschule Hannover
- Robert von Förster (1913–1984), deutscher Diplomat
- Robert Förster (* 1978), deutscher Radrennfahrer
- Roland G. Foerster (1937–2014), deutscher Militärhistoriker
- Rolf Foerster (* 1952), chilenischer Anthropologe und Historiker
- Rolf Hellmut Foerster (1927–1990), deutscher Schriftsteller
- Rudolf Förster (Komponist) (1860–1894), deutscher Komponist
- Rudolf Förster (Autor) (1926–2017), deutscher Autor und Museumsdirektor
- Rudolf Förster-Streffleur (1864–1946), österreichischer Verwaltungsbeamter

### S
- Sigismund von Förster (General, 1856) (1856–1934), deutscher General der Infanterie
- Sigismund von Förster (General, 1887) (1887–1959), deutscher General der Infanterie
- Sophie Förster (1826–1899), deutsche Opern-, Konzert- und Bühnensängerin
- Stefan Förster (Boxer) (* 1950), deutscher Boxer
- Stefan Förster (Politiker) (* 1981), deutscher Politiker (FDP)
- Stig Förster (* 1951), deutscher Historiker
- Sven Förster (* 1965), deutscher Fußballspieler

### T
- Theodor Förster (Theologe) (Franz Theodor Förster; 1839–1898), deutscher Theologe und Hochschullehrer
- Theodor Förster (Physikochemiker) (1910–1974), deutscher Physikochemiker und Hochschullehrer
- Theodor Wilhelm Förster (1834–1915), deutscher Generalarzt
- Thomas Foerster (* 1976), deutscher Kunsthistoriker und Museumskurator
- Thomas Förster (Museologe) (* 1966), deutscher Museologe und Unterwasserarchäologe
- Thomas Förster (* 1978), deutscher Kameramann
- Till Förster (* 1955), Ethnologe und Hochschullehrer
- Tom Förster (* 2002), deutscher Leichtathlet

### U
- Uly Foerster (* 1948), deutscher Journalist
- Ursula Förster (Philologin) (1924–1992), deutsche Philologin und Hochschullehrerin für Deutsch als Fremdsprache
- Ursula Hanke-Förster (1924–2013), deutsche Bildhauerin
- Uzzi Förster (1930–1995), österreichischer Jazzmusiker

### W
- Walter Foerster (Rechtsanwalt) (1896–1934), deutscher Rechtsanwalt
- Walter Förster (Maler) (* 1936), deutscher Maler und Zeichner
- Walther Förster (1886–1946), deutscher Politiker, Oberbürgermeister von Bautzen
- Wendelin Foerster (1844–1915), österreichisch-tschechischer Romanist
- Werner Foerster (Theologe) (1897–1975), deutscher Theologe und Hochschullehrer
- Werner Förster (Mediziner) (1908–nach 1980), deutscher Pharmakologe und Hochschullehrer
- Werner Förster (Diplomat), deutscher Diplomat
- Wieland Förster (* 1930), deutscher Bildhauer
- Wilhelm Foerster (1832–1921), deutscher Astronom
- Wilhelm Meyer-Förster (1862–1934), deutscher Schriftsteller
- Willi Foerster (1892–1965), deutscher Maler
- Willy Rudolf Foerster (1905–1966), deutscher Ingenieur und Industrieller
- Wolf-Dietrich Foerster (1928–2021), deutscher Arzt, Grafiker und Maler
- Wolfgang Foerster (Militärhistoriker) (1875–1963), deutscher Offizier und Militärhistoriker
- Wolfgang Förster, ein Pseudonym von Wilhelm Muhrmann (1906–1986), deutscher Schriftsteller
- Wolfgang Förster (Wirtschaftswissenschaftler) (1912–1989), deutscher Wirtschaftswissenschaftler und Hochschullehrer
- Wolfgang Förster (Statistiker) (* 1927), deutscher Statistiker und Hochschullehrer
- Wolfgang Förster (Ingenieur) (* 1933), deutscher Ingenieur und Bodenkundler
- Wolfgang Foerster (Zoologe), deutscher Fischkundler und Autor
- Wolfgang Förster (Wohnbauforscher) (* 1953), österreichischer Wohnbauforscher
- Wolfgang Förster (Staatssekretär) (* 1959), deutscher politischer Beamter (SPD)